# Bischofsburg Haapsalu
Die Bischofsburg Haapsalu (estnisch Haapsalu piiskopilinnus) ist ein mittelalterlicher Burg- und Domkomplex in der Stadt Haapsalu (deutsch Hapsal) im Westen Estlands. Sie wurde im 13. Jahrhundert als eines der Zentren des Bistums Ösel-Wiek (estnisch Saare-Lääne piiskopkond) gegründet.
Das Museum wird von den Museen der Stadt Haapsalu und des Kreises Lääne betrieben.

## Geschichte der Burg

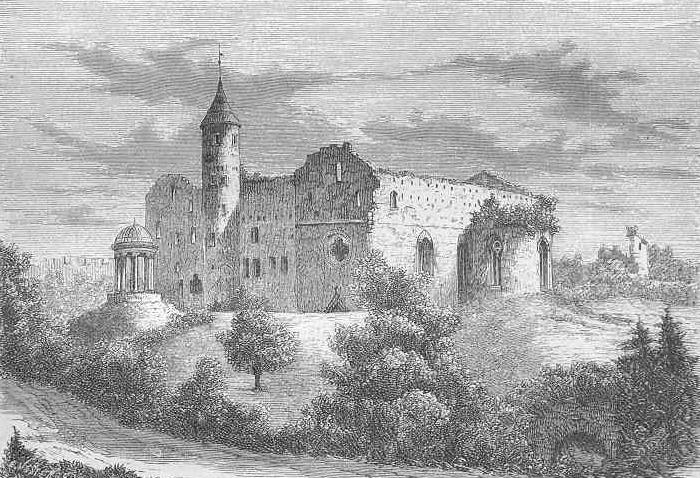
Ansicht der Burgruine im Jahr 1889

Im Jahre 1228, kurz nach der Christianisierung Estlands und Livlands, rief der Rigaer Bischof Albert von Buxthoeven (1165–1229) das Bistum Ösel-Wiek ins Leben. Gottfried, ein Abt aus dem Zisterzienserkloster von Dünamünde (heute Daugavgrīva in Lettland), wurde im selben Jahr erster Bischof des Bistums. Es umfasste außer den Inseln Saaremaa (Ösel) und Hiiumaa (Dagö) große Teile des heutigen Kreis Lääne. 1234 legte Wilhelm von Modena als päpstlicher Legat endgültig die Grenzen des Bistums fest. Das Bistum Ösel-Wiek wurde 1246 dem Erzbistum Riga unterstellt.
Die erste Residenz des Bistums Ösel-Wiek war bis 1251 in der Burg von Lihula (Leal), die der Schwertbrüderorden zu einer starken steinernen Festung ausbaute. Nach Streitigkeiten mit dem Livländischen Orden zog die Residenz des Bischofs nach Alt-Pärnu (Alt-Pernau) am westlichen Mündungsufer des Pärnu-Flusses um, die dort allerdings zehn Jahre später von den Litauern niedergebrannt wurde. Zum neuen geistlichen und weltlichen Zentrum der Diözese wurde Haapsalu ausersehen. Die dortige Burg wurde erstmals 1279 urkundlich erwähnt. Weitere Residenzen des Bischofs befanden sich in Lihula (Leal), Koluvere (Lohde) und Kuressaare (Arensburg), das dann ab dem 14. Jahrhundert Hauptburg des Bischofs von Ösel-Wiek wurde.
Die erste Phase des Baus der Bischofsburg von Haapsalu war um 1300 abgeschlossen. Die Burg liegt auf einer künstlichen Anhöhe. Die ursprüngliche Höhe der Mauern betrug 8 m. Im 14. Jahrhundert wurden an die Nordseite der Burg zwei viereckige Türme angeschlossen. Im 15. Jahrhundert wurde ein Kreuzgang im Innenhof angelegt. Das Osttor der Burg erhielt eine kleinere Vorburg. Ende des 15. Jahrhunderts wurden die Mauern weiter verstärkt. 1507/08 wurde die große östliche Vorburg fertiggestellt. Die größten Ausmaße der Burg betrugen mehr als drei Hektar. Die Dicke der Mauern betrug zwischen 1,2 und 1,8 Metern. Unter Bischof Johannes IV. Kievel (1515–1527) wurden die Mauern auf 10 m erhöht, später nochmals auf 15 m.
An der Westseite der Burg befindet sich ein 29 m hoher Wachturm aus dem 13. Jahrhundert. Er sollte wahrscheinlich das Hauptportal der Kirche schützen. Er wurde im 15. Jahrhundert auf 38 m erhöht und auch als Glockenturm verwendet.
Während des Livländischen Kriegs (1558–1583) wurde die Burg weiter verstärkt, litt allerdings sehr stark unter den Angriffen. Mehrere Mauern und die äußeren Verteidigungsanlagen wurden teilweise vollständig zerstört. Am Ende des Krieges war der Bischofsstaat von Ösel-Wiek vernichtet, das Gebiet kam nach den Bestimmungen des Friedens von Pljussa unter schwedische Herrschaft. Im 17. Jahrhundert verlor die Burg von Haapsalu ihren Verteidigungszweck. Als Estland 1710 de facto und 1721 de jure an Russland fiel, wurden die Mauern der Burg von Haapsalu unter Zar Peter I. teilweise geschleift. Die Burg blieb als Ruine zurück.

## Domkirche von Haapsalu
Bestandteil der Burg war die Kathedrale von Haapsalu. Dort und im sogenannten Kleinen Kastell befanden sich der Sitz des Bischofs von Ösel-Wiek und dessen Kanzlei. Mit einer Grundfläche von 425 m² war die Kathedrale eine der größten einschiffigen Kirchen des Baltikums. Beim Bau der Kirche orientierte man sich an den Gestaltungsvorschriften des Zisterzienser-Ordens. Die Domkirche war dem Evangelisten Johannes geweiht.
Die erste schriftliche Quelle der Kirche stammt von Bischof Hermann I., dem Gründer Haapsalus. Die Kathedrale wurde wohl um 1260 errichtet und fällt in die Übergangszeit zwischen Romanik und Gotik. Romanischen Stils sind die Pflanzenornamente auf den Kapitellen der Pilaster. Die Sterngewölbe sind gotischen Charakters. Das Portal war ursprünglich romanisch mit einem Wimperg auf rundem Bogen, der in einer Nische Platz für die Figur des Schutzpatrons bot. Die inneren Mauern waren mit Malereien verziert. Der Boden der Kirche war mit Grabsteinen von Geistlichen und Adligen bedeckt. Eine runde Taufkapelle wurde in der zweiten Hälfte des 14. Jahrhunderts errichtet.

## Nach der Reformation

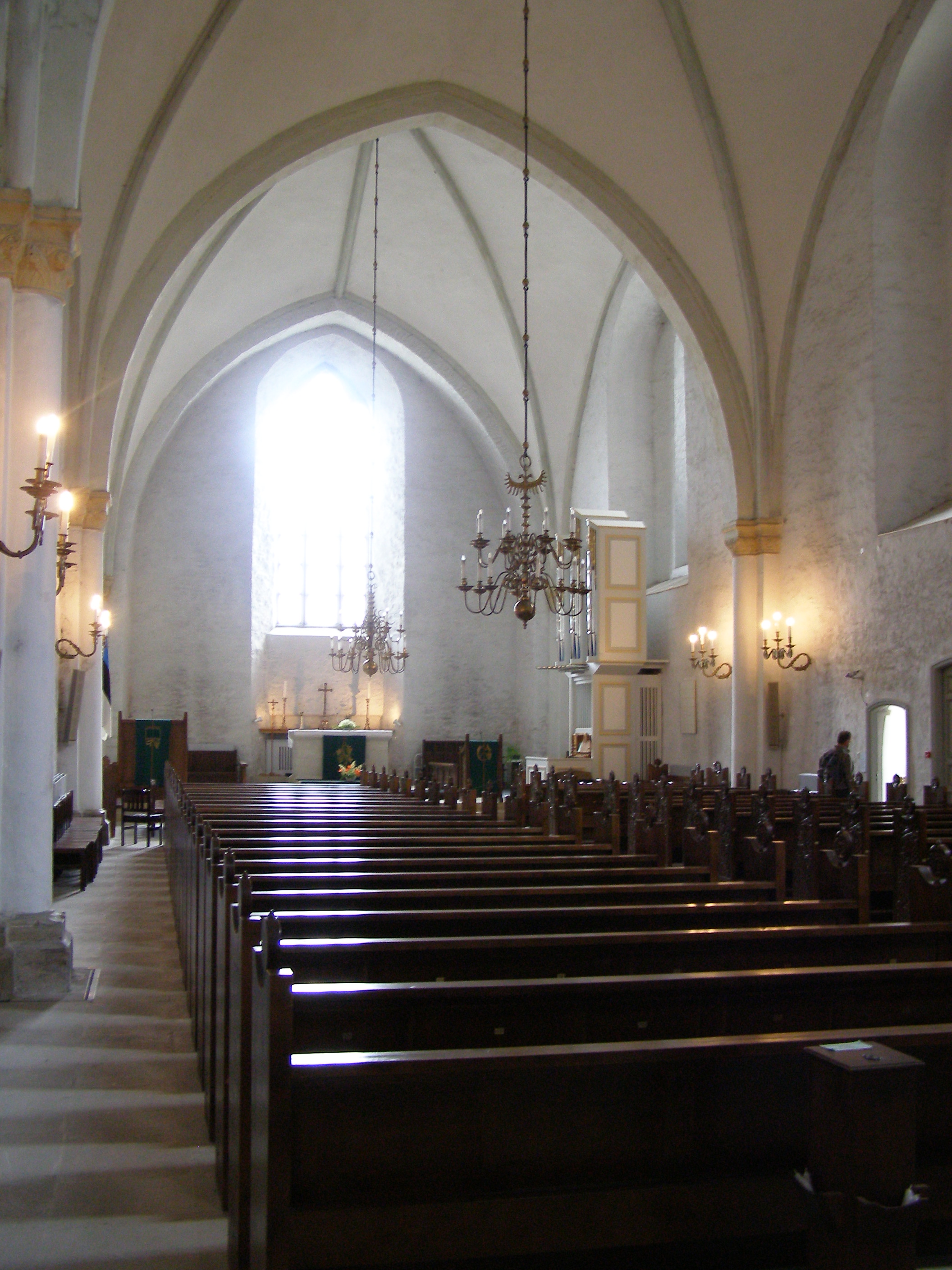
Innenansicht der Domkirche

Nach dem Livländischen Krieg wurde Estland ein Teil des Königreichs Schwedens. Die Kathedrale wurde der lutherischen schwedischen Kirche unterstellt. Die Kirche verlor ihre Bedeutung als Bischofskirche. 1625 verkaufte der schwedische König Gustav II. Adolf die Stadt Haapsalu, die Burg und das umliegende Land an den Adligen Jakob De la Gardie (1583–1652). Dieser wollte die Burg in eine moderne Festung umwandeln. De la Gardies Berater waren unter anderem die bekannte Bildhauer und Baumeister Arent Passer und Joachim Winter. Der Sohn Jakob De la Gardies, Magnus Gabriel De la Gardie (1622–1686), plante, die Burg in ein Renaissance-Schloss umzubauen. De la Gardie engagierte den Augsburger Architekten Matthias Holl für sein Vorhaben. Allerdings blieb das Projekt unvollendet. 1658 stiftete er immerhin der Kirche ihre erste Orgel.
Am 23. März 1688 fielen das Dach der Kirche, die Orgel und die Wohnräume einem Feuer zum Opfer. Die Arbeiten der Familie de la Gardie wurden daraufhin abgebrochen; die Burg blieb für mehr als 150 Jahre Ruine. Nur die Kirche wurde rasch erneuert und mit einer neuen Glocke geschmückt. Ein heftiger Frühlingssturm zerstörte am 18. März 1726 das Dach der Kirche erneut. Die lutherische Kirchengemeinde gab daraufhin das Gotteshaus auf und zog in die Stadtkirche von Haapsalu um.
Im 19. Jahrhundert wurde die Burganlage in einen romantischen Park mit Alleen umgewandelt. Im Wallgraben wurden Tennisplätze angelegt. Zwischen 1886 und 1889 wurde die Kirche mit Spenden des russischen Zarenhauses, deutschbaltischer Adliger und der einheimischen Bevölkerung unter dem Architekten Rudolf von Bernhardt vollständig restauriert und teilweise neu errichtet. Das romanische Portal wurde durch ein pseudo-gotisches ersetzt, Fragmente der ursprünglichen Wandbemalungen übertüncht und die Grabplatten aus der Kirche gebracht. Am 15. Oktober 1889 wurde die Kirche wiedereröffnet und dem heiligen Nikolaus geweiht.
Nach der sowjetischen Besetzung Estlands 1940 wurde die Kirche für die Öffentlichkeit geschlossen. 1944 brachen Randalierer in die Kirche ein und zerstörten den Altar, das Altargemälde, die Orgel, das Kirchengestühl und die Fenster. 1946 scheiterte ein Antrag der Bürger von Haapsalu, die Kirche unter sowjetischen Denkmalschutz zu stellen. Sie wurde seitdem als Kornspeicher benutzt.
Erst seit 1979 wurde die Kirche wieder restauriert. Mit Wiedererlangung der estnischen Unabhängigkeit Anfang der 1990er Jahre wurde sie erneut geweiht und für die örtliche Kirchengemeinde der Estnischen Evangelisch-Lutherischen Kirche geöffnet. Am Muttertag des Jahres 1992 wurde der Altar geweiht, der den während der sowjetischen Besetzung Estlands ermordeten Müttern gewidmet ist. Das Standbild der Jungfrau Maria mit Kind stammt von der estnischen Künstlerin Hille Palm.

## Legende der Weißen Dame
Um die Kathedrale von Haapsalu rankt sich die Legende der Weißen Dame. Danach soll in den Vollmond-Nächten im August das Bild einer Weißen Frau an den Innenwänden einer bestimmten Kapelle zu sehen sein. Die Geschichte fußt auf folgender Volkslegende:
Während der Herrschaft des Bischofs von Ösel-Wiek war jeder Kanoniker zu einem keuschen und tugendhaften Leben verpflichtet. Frauen war der Zutritt zur Bischofsburg bei Todesstrafe verboten. Nach der Legende soll ein Geistlicher des Bischofssitzes in ein estnisches Mädchen verliebt gewesen sein, das er heimlich in die Bischofsburg schmuggelte. Sie verkleidete sich dort als Chorknabe und lebte lange Zeit mit ihrem Geliebten zusammen. Bei einem Besuch des Bischofs kam allerdings das wahre Geschlecht des „Knaben“ ans Licht. Der Kanoniker musste zur Strafe im Gefängnis verhungern. Das Mädchen wurde lebendig in die Wände der Kapelle eingemauert. Ihr ließen die Maurer ein Stück Brot und einen Krug Wasser. Eine Zeitlang waren die Hilfeschreie des Mädchens noch zu hören, bevor sie verstummten. Aber ihre Seele findet keine Ruhe und so erscheint sie seit Jahrhunderten jährlich am mittleren Fenster der Kirchenkapelle, um ihren Geliebten zu betrauern – als Symbol für die Unsterblichkeit der Liebe.
Das Musikfestival „Zeit der Weißen Dame“ (Valge Daami Aeg) wird jedes Jahr im August bei Vollmond in der Burg abgehalten.